# Cosmorhoe divisa
Cosmorhoe divisa är en fjärilsart som beskrevs av Edward Alfred Cockayne 1953.
Cosmorhoe divisa ingår i släktet Cosmorhoe och familjen mätare. Inga underarter finns listade i Catalogue of Life.